# 约 (圣经)
约是《希伯来圣经》中多次提到的一个说法，是指与上帝（耶和华）所订立的契约，其中包括在创世纪中上帝与一切创造物之间所订立的契约，也包括其他与个人和团体所订之约，如与亚伯拉罕、全体以色列人、以色列教士、大卫王及后代。《耶利米书》预言上帝会与“以色列之家”订立“新约”，大多数基督徒认为该新约取代或完成了旧约。